# Salomón Obama
Salomón Asumu Obama Ondo (ur. 4 lutego 2000 w Malabo) – piłkarz z Gwinei Równikowej grający na pozycji napastnika. Od 2023 jest zawodnikiem klubu UE Santa Coloma.

## Kariera klubowa
Swoją karierę piłkarską Obama rozpoczął w 2008 roku w juniorach Atlético Madryt. W latach 2017–2018 występował w rezerwach tego klubu. W 2019 roku został zawodnikiem rezerw Celty Vigo. W sezonie 2019/2020 był z nich wypożyczony do klubu Mérida AD. W sezonie 2020/2021 najpierw był zawodnikiem emirackiego Dibba Al Fujairah FC, a następnie ormiańskiego Sewan FA. Jesienią 2021 grał w CD Móstoles URJC.
Na początku 2022 Obama został piłkarzem andorskiego klubu UE Santa Coloma. Zadebiutował w nim 26 stycznia 2022 w przegranym 1:2 wyjazdowym meczu z FC Santa Coloma. W sezonie 2021/2022 wywalczył ze swoim klubem wicemistrzostwo Andory. W sezonie 2022/2023 był graczem cypryjskiego drugoligowego Ethnikosu Achna. W 2023 wrócił do UE Santa Coloma.

## Kariera reprezentacyjna
W reprezentacji Gwinei Równikowej Obama zadebiutował 8 września 2018 roku w wygranym 1:0 meczu kwalifikacji do Pucharu Narodów Afryki 2019 z Sudanem, rozegranym w Bacie. W 2024 roku został powołany do kadry na Puchar Narodów Afryki 2023. W tym turnieju nie zagrał w żadnym spotkaniu.